# Per Åsling
Per Anders Håkan "Pelle" Åsling, född 12 februari 1957 i Alsens församling i Jämtlands län, är en svensk företagare, bonde och politiker (centerpartist). Han var ordinarie riksdagsledamot 2006–2022, invald för Jämtlands läns valkrets. Åsling är styrelseordförande i Ekonord Invest AB och ordförande i Trångsviksbolaget AB.
Åsling var en av få som kryssade sig förbi sitt partis huvudkandidater till riksdagen 2006 och är den personvalda ledamoten i riksdagen med det högsta procentuella stödet från sin valkrets. Med 21,99 procent av sitt partis personröster i Jämtlands län hamnade Åsling således före till exempel språkröret Maria Wetterstrand (MP) och den tidigare partiledaren Alf Svensson (KD), vilka fick det näst högsta samt det tredje högsta procentuella stödet.

## Biografi
Åsling föddes i Alsen och har bott på sin hemgård i Åse några kilometer väster om Ytterån i stort sett hela sitt liv. Han är son till statsrådet Nils G. Åsling och föddes in i Centerpartiet och var verksam inom Centerpartiets ungdomsförbund under en längre tid. Han är tvillingbror till Hans Åsling och deras släkt har bott i Åse sedan 1536. På 1980-talet förolyckades Åslings äldste son på gården. Åsling har sprungit St Olavsloppet ett flertal gånger och Yrangaloppen där han bidrog med 841 750 kronor till Jämtlands läns friidrott och Bassestiftelsen.
Åsling är sedan 2007 ledamot av Kungliga Skogs- och Lantbruksakademien, invald i dess jordbruksavdelning.

## Företag
Åsling är styrelseordförande och tidigare VD i Trångsviksbolaget AB samt initiativtagare till och ordförande i Ekonord Invest. Åsling mottog den 28 augusti 2006 utmärkelsen Norrlandsbjörnen som Norrlandsförbundet delade ut med motiveringen "Per Åsling bidrar till att föra traditionerna från bondekooperation och entreprenörskap vidare från Trångsviken". Åsling är också en av initiativtagarna till charkföretaget Jämtlandsgården.

## Politik
Åsling säger sig prioritera näringslivs- och utbildningsfrågor och vill att Jämtland skall sluta vara en "nej-sägande kravmaskin" i EU-debatten. Åsling är ordförande i Centerpartiets framtidsgrupp för skattefrågor som tillsattes den 26 juni år 2007. Åsling har också föreslagit att en politikervecka skulle initieras i Åre under vintern, eftersom han anser att Almedalsveckan blivit "ett stort och pompöst PR-jippo" samt att "den politiska och ideologiska debatten har glömts bort".

### Valrörelsen 2006
Under sommaren 2006 donerade Åsling 300 000 kronor till ett läger för unga diabetiker i Jämtlands län efter att det uppmärksammades att diabetesvården i Jämtlands län dragits med stora problem.
I valrörelsen 2006 skrev Åsling ett kontrakt med väljarna under hans personvalskampanj "Mindre snack, mera verkstad!" som initierades en månad före valet.
Hans kontrakt innehåller sex punkter som han lovade att arbeta för:
- Skapa ett ”Trångsviken” i alla länets kommuner.
- Låt företagarna hantera offentligt riskkapital.
- Skapa en professur och mera forskningsresurser kopplat till upplevelseturismen.
- Bättre rustad primärsjukvård för att kunna möta folksjukdomen diabetes.
- Jämtland - ett föregångslän för kvinnligt företagande.
- Göra Jämtlands län till ett försökslän för att klara generationsskiftena i företagen.

Åsling blev invald i riksdagen efter valet 2006 där han kryssade sig förbi både Centerns andranamn på riksdagslistan och förstanamnet, den dåvarande riksdagsledamoten, Håkan Larsson. 
Sammanlagt fick Åsling 2883 personröster och 21,99 procent av alla centerröster i Jämtlands län. Således är Åsling den riksdagsledamot som har det största procentuella stödet från sin valkrets av alla 349 riksdagsledamöter. I valet fick emellertid Maud Olofsson och Fredrik Reinfeldt högre stöd i sina valkretsar (24,92 respektive 22,44 procent) men då Alliansen vann valet kom de att lämna riksdagen för att i stället sitta i regeringen.

### Åslings tid i riksdagen
Efter att Åsling blev invald i riksdagen utsågs han till suppleant i Finans- och Skatteutskotten. Han var ordinarie ledamot i Finansutskottet mellan april och juni 2007 som ersättare för Roger Tiefensee. Han anser att personlig påverkan ger bäst resultat och säger sig strunta i "politisk positionering och meningslöst motionerande". Åsling arbetade för ett Vinter-OS i Jämtland 2018 och har också verkat för en förändring av reglerna för strandskyddet och för entreprenörskap inom skolan.

### Fotnoter
1. ↑  Åsling var invald som ordinarie ledamot av Sveriges riksdag för Jämtlands läns valkrets. Valkretsen framgår av Sveriges riksdags protokoll 2006/07:1 (§ 2), 2010/11:1 (§ 2), 2014/15:1 (§ 2) respektive 2018/19:1 (§ 2).
2. 1 2  ”Per Åsling (C)”. Sveriges riksdag. https://www.riksdagen.se/sv/ledamoter-partier/ledamot/Per-Asling_74c39a37-e184-44f6-9a7e-36cdb06c9dcc/. Läst 6 oktober 2022.
3. ↑  Sveriges befolkning 2000, Version 1.03, Sveriges Släktforskarförbund: Åsling, Per Anders Håkan
4. ↑  Hennel, Lena (6 juli 2008). ”Hopp om starkare personval”. Svenska Dagbladet. http://www.svd.se/nyheter/politik/artikel_1434375.svd. Läst 7 oktober 2008.
5. ↑  Svärd, Agne (24 juli 2002). ”De sprang in en miljon”. Länstidningen Östersund. Arkiverad från originalet den 27 september 2007. https://web.archive.org/web/20070927220757/http://www.ltz.se/artikel_standard.php?id=48526. Läst 7 oktober 2008.
6. ↑  ”Tidigare pristagare, 1953 (1955) - 2007”. Norrlandsförbundet. Arkiverad från originalet den 13 oktober 2007. https://web.archive.org/web/20071013062141/http://www.norrlandsforbundet.se/sida.asp?navid=287&niva=n2id. Läst 7 oktober 2008.
7. ↑  ”Visionär arbetsgrupp om skattefrågor”. Centerpartiet. 27 juni 2007. Arkiverad från originalet den 27 september 2007. https://web.archive.org/web/20070927225819/http://www.centerpartiet.se/defaultnormal.aspx?id=53293. Läst 7 oktober 2008.
8. ↑  ”Politikervecka i Åre i april”. SR Jämtland. 8 juli 2007. Arkiverad från originalet den 30 september 2007. https://web.archive.org/web/20070930231640/http://sr.se/jamtland/nyheter/artikel.asp?artikel=1469267. Läst 7 oktober 2008.
9. ↑  ”Stor donation till diabetesläger”. SR Jämtland. 9 augusti 2006. Arkiverad från originalet den 30 september 2007. https://web.archive.org/web/20070930201952/http://www.sr.se/cgi-bin/jamtland/nyheter/artikel.asp?artikel=913492. Läst 7 oktober 2008.
10. ↑  Åsling, Per. ”Mindre snack och mera verkstad! Kontrakt”. Per Åsling. Arkiverad från originalet den 4 mars 2016. https://web.archive.org/web/20160304114547/http://www.perasling.se/wp-content/pelleskontrakt.pdf. Läst 7 oktober 2008.
11. ↑  Valmyndigheten - Kandidater som klarat spärren för personval

### Webbkällor
- Per Åsling ny ordförande Milko
- Hallå där Per Åsling Östersunds-Posten
- Åsling tar upp kampen om centerns riksdagsplats Östersundsposten